# Die phantastische Reise von Annis Augen, den Stoffpuppen und dem Kapitän
Amy’s Eyes, erschienen 1985 bei Harper & Row, New York, ist das in Deutschland bekannteste Werk von Richard Kennedy; es wurde 1987 unter dem Titel Die phantastische Reise von Annis Augen, den Stoffpuppen und dem Kapitän vom Ueberreuter Verlag, Österreich, veröffentlicht.

## Inhalt
In seiner Laudatio bei der Verleihung des Rattenfänger-Literaturpreises der Stadt Hameln 1988 fasst Prof. Dr. Dieter Petzold, Institut für Anglistik und Amerikanistik der Universität Erlangen-Nürnberg, den Inhalt des Buches wie folgt zusammen:
"(...) In einer nicht näher bestimmten Vergangenheit, in der es noch Pferde, Postkutschen und Segelschiffe gibt, lebt die Titelheldin Anni. Von ihrem verwitweten Vater wird sie vor einem Waisenhaus ausgesetzt, ausgestattet mit einem Laib Brot und einer selbstgefertigten Puppe in Gestalt eines Kapitäns. Die ersten zehn Lebensjahre Annis im Waisenhaus stehen unter dem Motto „Nimm, was du kriegen kannst, wehr dich deiner Haut, und den letzten beißen die Hunde“. Durch einen versehentlichen Nadelstich in den Kopf erweckt Anni ihre geliebte Kapitäns-Puppe unversehens zum Leben. (...) Der zum Leben erweckte Kapitän wächst schnell zum Mann heran, flieht aus dem Waisenhaus und geht, seiner Bestimmung gemäß, zur See, nicht ohne zu versprechen, seiner „Schwester“ Anni zu schreiben und sie später zu sich zu holen. Doch da seine Briefe von einer bösen, verbitterten Betreuerin abgefangen werden, grämt sich Anni so sehr, dass sie ihrerseits zur Puppe wird. Während sie so eine Art Dornröschendasein führt, allerdings nicht in bewußtlosem Schlaf, sondern als passive Teilnehmerin am Geschehen, avanciert der Kapitän zum neuen Protagonisten  der Geschichte. Diese ändert damit ihren Charakter: es folgt eine ausgedehnte phantastische Abenteuerfahrt, eine Schatzsuche auf einem Segelschiff, das mit zum Leben erweckten Stofftieren bemannt ist und von blutdürstigen Piraten verfolgt wird. (...)"
(Dokumentation zur Preisverleihung; mit freundlicher Genehmigung des Kulturbüros der Stadt Hameln)

## Kritik
In der Frankfurter Allgemeinen Zeitung und der Süddeutschen Zeitung erhielt das Buch enthusiastische Kritiken.
Maria Frisè schrieb am 7. November 1987 in der FAZ unter anderem: "(...) 370 Seiten prall von Geschichten, enggeknüpftes und viel verschlungenes Seemannsgarn. Lest, Leute, lest! In Amerika wurden nicht nur die Kinderbuchkenner hellhörig. Die Literaturkritik nahm Richard Kennedy ernst und lobte ihn enthusiastisch, sie verglich "Die phantastische Reise" mit "Tristram Shandy" und der "Unendlichen Geschichte". Vergleiche solcher Art hinken immer. "Die phantastische Reise" ist zumindest viel komischer, viel absurder und viel spannender als die erlauchten Vorbilder. Ausdrücklich zu loben ist die Übersetzung von Sybil Gräfin Schönfeldt.(...)"

## Auszeichnung
- 1988: Rattenfänger-Literaturpreis der Stadt Hameln